# Tournoi de clôture du championnat du Costa Rica de football 2014
Navigation
Saison précédente Saison suivante
Le Tournoi Clausura 2014 est le quatorzième tournoi saisonnier disputé au Costa Rica. 
C'est cependant la 99e fois que le titre de champion du Costa Rica est remis en jeu.
Lors de ce tournoi, le LD Alajuelense a tenté de conserver son titre de champion du Costa Rica face aux onze meilleurs clubs costariciens.
Chacun des douze clubs participant au championnat était confronté deux fois aux onze autres équipes. Puis les quatre meilleurs se sont affrontés lors d'une phase finale à la fin de la saison.
Seulement une place était qualificative pour la Ligue des champions de la CONCACAF.

## Les 12 clubs participants
| \| LD Alajuelense AD Belén CS Cartagines CS Herediano Limon FC Municipal Pérez Zeledon Puntarenas FC AD San Carlos AD Carmelita Deportivo Saprissa Universidad CS Uruguay \| Localisation des clubs. |
| LD Alajuelense AD Belén CS Cartagines CS Herediano Limon FC Municipal Pérez Zeledon Puntarenas FC AD San Carlos AD Carmelita Deportivo Saprissa Universidad CS Uruguay                               |

Ce tableau présente les douze équipes qualifiées pour disputer le championnat 2013-2014. On y trouve le nom des clubs, le nom des stades dans lesquels ils évoluent ainsi que la capacité et la localisation de ces derniers.
| Club                    | Stade                                   | Capacité | Ville                  |
| LD Alajuelense          | Stade Alejandro Morera Soto             | 17 900   | Alajuela               |
| AD Belén (en)           | Stade Polideportivo de Belén            | 3 000    | Belén                  |
| AD Carmelita            | Stade Alejandro Morera Soto             | 17 900   | Alajuela               |
| CS Cartagines           | Stade José Rafael Fello Meza Ivankovich | 13 500   | Cartago                |
| CS Herediano            | Stade Eladio Rosabal Cordero            | 8 100    | Heredia                |
| Limon FC                | Stade Juan Gobán                        | 3 000    | Puerto Limón           |
| Municipal Pérez Zeledon | Stade Municipal Pérez Zeledón           | 6 000    | San Isidro del General |
| Puntarenas FC           | Stade Lito Pérez                        | 4 100    | Puntarenas             |
| SD Santos               | Stade Ebal Rodríguez                    | 3 000    | Guápiles               |
| Deportivo Saprissa      | Stade Ricardo Saprissa                  | 23 100   | San José               |
| Universidad             | Stade Ecológico                         | 1 800    | San José               |
| CS Uruguay              | Stade Municipal el Labrador             | 2 500    | Coronado               |

## Compétition
Le tournoi Clausura se déroule de la même façon que les tournois saisonniers précédents, en deux phases :
- La phase de qualification : les vingt journées de championnat.
- La phase finale : les matchs aller-retour allant des demi-finale à la finale.

### Phase de qualification
Lors de la phase de qualification les onze équipes affrontent à deux reprises selon un calendrier tiré aléatoirement.
Les quatre meilleures équipes sont directement qualifiées pour la phase finale.
Le classement est établi sur le barème de points classique (victoire à 3 points, match nul à 1, défaite à 0).
Le départage final se fait selon les critères suivants :
- Le nombre de points.
- La différence de buts générale.
- La différence de buts particulière.
- Le nombre de buts marqué.

#### Classement
| Rang | Équipe                  | Pts | J  | G  | N | P  | Bp | Bc | Diff |
| ---- | ----------------------- | --- | -- | -- | - | -- | -- | -- | ---- |
| 1    | Deportivo Saprissa      | 46  | 22 | 13 | 7 | 2  | 43 | 18 | +25  |
| 2    | LD Alajuelense T        | 42  | 22 | 12 | 6 | 4  | 40 | 21 | +19  |
| 3    | CS Herediano            | 41  | 22 | 12 | 5 | 5  | 41 | 23 | +18  |
| 4    | Universidad P           | 35  | 22 | 11 | 2 | 9  | 31 | 32 | -1   |
| 5    | AD Carmelita            | 31  | 22 | 10 | 4 | 8  | 30 | 26 | +4   |
| 6    | AD Belén (en)           | 29  | 22 | 8  | 5 | 9  | 27 | 36 | -9   |
| 7    | CS Uruguay              | 28  | 22 | 8  | 4 | 10 | 27 | 31 | -4   |
| 8    | Limon FC                | 25  | 22 | 6  | 7 | 9  | 26 | 31 | -5   |
| 9    | CS Cartagines           | 24  | 22 | 5  | 9 | 8  | 21 | 29 | -8   |
| 10   | Municipal Pérez Zeledon | 23  | 22 | 5  | 8 | 9  | 28 | 36 | -8   |
| 11   | SD Santos               | 19  | 22 | 4  | 7 | 11 | 23 | 37 | -14  |
| 12   | Puntarenas FC           | 17  | 22 | 3  | 8 | 11 | 24 | 40 | -16  |

| Légende : Qualifications et relégations | Légende : Qualifications et relégations          |
| --------------------------------------- | ------------------------------------------------ |
|                                         | Qualifié pour les demi-finale                    |
|                                         | T Tenant du titre P Promu de la saison 2012-2013 |

#### Matchs
| Résultats (▼dom., ►ext.)                                   | Alaj | Bel | Carm | Cart | Here | Lim | Muni | Punt | Sant | Sapr | Univ | Urug |
| LD Alajuelense                                             |      | 1-0 | 1-0  | 1-1  | 5-2  | 3-0 | 1-1  | 3-0  | 3-1  | 0-0  | 5-2  | 3-1  |
| AD Belén (en)                                              | 1-3  |     | 2-1  | 2-2  | 1-4  | 3-2 | 1-1  | 2-0  | 1-1  | 1-2  | 1-2  | 2-2  |
| AD Carmelita                                               | 1-2  | 0-2 |      | 1-1  | 2-0  | 4-2 | 3-1  | 2-0  | 1-0  | 2-2  | 2-1  | 2-1  |
| CS Cartagines                                              | 0-0  | 1-2 | 2-1  |      | 0-0  | 1-1 | 2-2  | 0-1  | 2-0  | 1-0  | 0-1  | 2-0  |
| CS Herediano                                               | 1-0  | 0-1 | 3-1  | 3-0  |      | 2-0 | 0-0  | 3-1  | 4-2  | 2-2  | 5-0  | 2-1  |
| Limon FC                                                   | 4-2  | 3-0 | 3-2  | 1-3  | 0-2  |     | 1-0  | 0-0  | 0-0  | 1-1  | 1-1  | 3-0  |
| Municipal Pérez Zeledon                                    | 2-2  | 2-2 | 1-2  | 2-2  | 1-3  | 2-0 |      | 4-2  | 3-1  | 0-1  | 2-1  | 1-1  |
| Puntarenas FC                                              | 1-1  | 0-2 | 1-1  | 2-0  | 1-1  | 1-1 | 4-0  |      | 2-2  | 1-1  | 2-3  | 0-2  |
| SD Santos                                                  | 0-2  | 0-1 | 0-0  | 3-0  | 1-0  | 1-0 | 3-0  | 3-3  |      | 2-4  | 0-3  | 1-1  |
| Deportivo Saprissa                                         | 3-1  | 4-0 | 1-0  | 3-0  | 1-1  | 1-1 | 1-2  | 2-1  | 4-0  |      | 1-0  | 2-0  |
| Universidad                                                | 0-1  | 2-0 | 0-2  | 1-1  | 2-0  | 0-1 | 2-1  | 4-1  | 2-1  | 0-3  |      | 2-1  |
| CS Uruguay                                                 | 1-0  | 3-0 | 1-0  | 2-0  | 1-3  | 2-1 | 1-0  | 3-0  | 1-1  | 2-4  | 1-2  |      |
| - Victoire à domicile - Match nul - Victoire à l'extérieur |      |     |      |      |      |     |      |      |      |      |      |      |

### Classement cumulatif
| Rang | Équipe                  | Pts | J  | G  | N  | P  | Bp | Bc | Diff |
| ---- | ----------------------- | --- | -- | -- | -- | -- | -- | -- | ---- |
| 1    | CS Herediano            | 90  | 44 | 27 | 9  | 8  | 90 | 46 | +44  |
| 2    | LD Alajuelense C        | 89  | 44 | 27 | 8  | 9  | 78 | 39 | +39  |
| 3    | Deportivo Saprissa C    | 88  | 44 | 25 | 13 | 6  | 81 | 43 | +38  |
| 4    | Universidad P           | 62  | 44 | 17 | 11 | 16 | 56 | 58 | -2   |
| 5    | AD Carmelita            | 57  | 44 | 16 | 12 | 16 | 59 | 59 | 0    |
| 6    | CS Cartagines           | 56  | 44 | 12 | 20 | 12 | 45 | 52 | -7   |
| 7    | CS Uruguay              | 49  | 44 | 12 | 13 | 19 | 50 | 61 | -11  |
| 8    | SD Santos               | 46  | 44 | 11 | 13 | 20 | 55 | 69 | -14  |
| 9    | Municipal Pérez Zeledon | 46  | 44 | 11 | 13 | 20 | 60 | 79 | -19  |
| 10   | AD Belén (en)           | 46  | 44 | 11 | 13 | 20 | 50 | 72 | -22  |
| 11   | Limon FC                | 45  | 44 | 11 | 12 | 21 | 49 | 70 | -21  |
| 12   | Puntarenas FC           | 42  | 44 | 9  | 15 | 20 | 45 | 69 | -24  |

| Légende : Qualifications et relégations | Légende : Qualifications et relégations                                        |
| --------------------------------------- | ------------------------------------------------------------------------------ |
|                                         | Ligue des champions de la CONCACAF 2014-2015 (Phase de groupes)                |
|                                         | Relégué en Segunda División                                                    |
|                                         | C Vainqueur d'un des deux tournois de la saison P Promu de la saison 2012-2013 |

### La Phase Finale
Les quatre équipes qualifiées sont réparties dans le tableau final d'après leur classement général, le deuxième affrontant le troisième et le premier affrontant le quatrième lors des demi-finales.
En cas d'égalité sur la somme des deux matchs, c'est la position au classement général qui départage les deux équipes, sauf pour la finale où des prolongations puis une séance de tirs au but ont éventuellement lieu.

#### Tableau
|  |                    |            |                |            |                    |     |   |        |        |        |        |        |
|  | 1/2 finale         | 1/2 finale | 1/2 finale     | 1/2 finale | 1/2 finale         |     |   | Finale | Finale | Finale | Finale | Finale |
|  |                    |            |                |            |                    |     |   |        |        |        |        |        |
|  |                    |            |                |            |                    |     |   |        |        |        |        |        |
|  | Deportivo Saprissa | (1)        | 2              | 2          |                    |     |   |        |        |        |        |        |
|  | Deportivo Saprissa | (1)        | 2              | 2          |                    |     |   |        |        |        |        |        |
|  | Universidad        | (4)        | 2              | 0          |                    |     |   |        |        |        |        |        |
|  | Universidad        | (4)        | 2              | 0          | Deportivo Saprissa | (1) | 0 | 1      | 0      |        |        |        |
|  |                    |            |                |            |                    | (1) | 0 | 1      | 0      |        |        |        |
|  |                    |            | LD Alajuelense | (2)        | 0                  | 0   | 0 |        |        |        |        |        |
|  | LD Alajuelense     | (2)        | LD Alajuelense | (2)        | 0                  | 0   | 0 | 1      | 3      |        |        |        |
|  | LD Alajuelense     | (2)        |                |            |                    |     |   | 1      | 3      |        |        |        |
|  | CS Herediano       | (3)        | 1              | 1          |                    |     |   |        |        |        |        |        |
|  | CS Herediano       | (3)        | 1              | 1          |                    |     |   |        |        |        |        |        |

#### Demi-finales
| Club               | Aller | Retour | Club         | Commentaire |
| Deportivo Saprissa | 2-2   | 2-0    | Universidad  |             |
| LD Alajuelense     | 1-1   | 3-1    | CS Herediano |             |

#### Finale
| Match aller | LD Alajuelense | 0:0   | Deportivo Saprissa | Stade Alejandro Morera Soto |                            |
| 5 mai 2014  |                | (0:0) |                    | Arbitrage : Walter Quesada  | Arbitrage : Walter Quesada |

| Match retour | Deportivo Saprissa | 1:0   | LD Alajuelense | Stade Ricardo Saprissa    |                           |
| 12 mai 2014  | Hansell Arauz 41e  | (1:0) |                | Arbitrage : Jeffrey Solís | Arbitrage : Jeffrey Solís |

## Bilan du tournoi
| Tournoi de clôture du championnat de football du Costa Rica 2014 |                                |
| Champion                                                         | Deportivo Saprissa (30e titre) |
| Dauphin                                                          | LD Alajuelense                 |
| Qualifications continentales                                     |                                |
| Ligue des champions 2014-2015 (Phase de groupes)                 | Deportivo Saprissa             |
| Promotions et relégations                                        |                                |
| Promus en Primera División                                       | AS Puma Generaleña (es)        |
| Relégués en Segunda División                                     | Puntarenas FC                  |

## Statistiques

### Buteurs
| Rang | Nom                | Équipe                  | Buts |
| 1    | Fabrizio Ronchetti | Municipal Pérez Zeledon | 10   |
| 1    | Lucas Gómez        | Universidad             | 10   |
| 1    | Jonathan Moya      | CS Uruguay              | 10   |
| 4    | Victor Núñez       | CS Herediano            | 9    |
| 4    | Carlos Saucedo     | Deportivo Saprissa      | 9    |
| 5    | Jorge Barbosa      | Universidad             | 8    |